# Hide
Hideto Matsumoto (松本 秀人 Matsumoto Hideto?) (Yokosuka, Kantō el 13 de diciembre de 1964-Minami-Azabu, Minato, Tokio, el 2 de mayo de 1998), más conocido como HIDE, fue un guitarrista, compositor, cantante y productor musical japonés. 
Después de participar en el influyente grupo de metal X Japan, HIDE disfrutó de un considerable éxito como artista en solitario, donde tocaba la guitarra (y a veces otros instrumentos, como el bajo eléctrico), cantaba y además componía las canciones. También tuvo éxito con su proyecto estadounidense Zilch y su otro proyecto, llamado HIDE, With Spread Beaver.
Estos proyectos no pudieron desarrollarse por completo, ya que HIDE falleció el 2 de mayo de 1998. Después de una noche bebiendo, se suicida ahorcado con una toalla.
En el segundo aniversario de su muerte fue abierto en su honor el HIDE Museum, en Yokosuka. El museo contenía mucha de su vestimenta, guitarras, letras de canciones y otros objetos personales. El museo cerró el 25 de septiembre de 2005 debido a falta de presupuesto.

## Biografía

### Primeros años (1964-1984)
Nació en el hospital St. Joseph, en Yokosuka, 13 de diciembre de 1964.
Tuvo problemas de sobrepeso en su niñez, lo cual lo llevó a ser muy introvertido. En esta época pasaba la mayor parte de su tiempo con su abuela, por eso los otros niños se burlaban de él diciéndole quien fuera el "niño de la abuela" y "gordo".
Con el tiempo, empezó a ser influenciado por la música. Su grupo favorito era Kiss. A los 15 años, su querida abuela le regaló una guitarra llamada Gibson, pero los peores niños de su escuela comenzaron a apodarlo como "Gibson", ya que siempre llevaba su guitarra, en la que tocaba las canciones de Kiss. A pesar de que lo discriminaban mucho, HIDE seguía adelante.
Después HIDE abandonó la escuela secundaria para formar un grupo musical llamado SABER TIGER (Heavy/Thrash Metal), en 1981, al mismo tiempo que empezó a estudiar en la Escuela de Cosmética y Estética. El grupo fue renombrado como Yokosuka SAVER TIGER más adelante, ya que en otra región de Japón Sapporo había una banda con el mismo nombre, así que se antepusieron el nombre de su región para que no hubiese problemas para nada.
Finalmente, el grupo se disolvió puesto que sus miembros cambiaban mucho. Con el fin de su banda, HIDE se hizo peluquero (al igual que su tío) y se dedicó a la estética, hasta que un día, recibió una llamada de Yoshiki, el baterista de X Japan que empezaba a despuntar por la zona, el cual le propuso ser el guitarrista principal de la banda.

### Junto a X Japan (1987-1997)
HIDE se unió a X Japan (por entonces llamados simplemente X). Con este grupo llegó a la cima de su carrera musical, hasta que el grupo de disolvió en 1997, tras comunicar la marcha de Toshi, el cantante del grupo.
Aunque HIDE fue el último miembro en incorporarse, cada vez fue cobrando más protagonismo dentro del grupo, llegando a escribir muchas de las grandes canciones de X; Scars, Love Replica, entre otras, llevándose la mayor parte de la atención en los conciertos, en parte gracias a su extrovertida personalidad en los escenarios.

### Carrera en solitario (1993-1998)
HIDE trabajaba desde 1993 como guitarrista y cantante en solitario, intercalando su trabajo con X así que, al disolverse la banda en 1997, se dedicó plenamente a esos proyectos. 
Incursionó en la actuación en 1993 como co-protagoninista de la película Seth et Holth junto a Tusk, exvocalista de Zi: Kill, banda fichada bajo el sello de X Japan Extasy Records. Fue producida por la revista japonesa de música rock Fool's Mate y hacía referencia a Adán y Eva, la mitología egipcia, el visual y la vida moderna.
Su primer trabajo, HIDE your Face, cuya portada lleva una máscara diseñada por el respetado artista H. R. Giger, vio la luz en 1994. A pesar de que grabó todas las guitarras, bajos y voces en estudio, tuvo que contratar a una banda para su gira HIDE Our Psychommunity.
Dos años más tarde editó su segundo álbum en solitario, Psyence e inició la gira Psyence a Go Go. A pesar de que sigue teniendo el toque desenfadado del anterior disco, este se presenta como un trabajo más variado llegando a tener canciones mucho más duras (tanto por los riffs de guitarra como por la voz de HIDE), como Damage o Bacteria.
Más tarde hizo varios discos con grupos como Zilch (grupo pensado para expandir sus fronteras a Estados Unidos) y HIDE with Spread Beaver. Mientras grababa su primer disco con Spread Beaver, llamado Ja, Zoo, HIDE fue encontrado muerto en su propia casa. A pesar de todo, Ja, Zoo se completó grabando los instrumentos del resto de la banda con las melodías y voces que quedaron grabadas antes de la muerte de HIDE.
A pesar de que no pudo ver triunfar a Zilch ni a Spread Beaver, HIDE demostró sus grandes habilidades para la guitarra y la composición, generalmente mucho más desenfadada y directa que en X Japan.

### Fallecimiento (1998)
HIDE fue encontrado muerto el 2 de mayo de 1998 antes de la Copa del Mundo de Francia, por motivos aún desconocidos, a la edad de 33 años. La chica con la que estuvo en la habitación esa noche sostuvo que él estaba muy borracho, y que cuando le dejó acostado se volvió a levantar y se suicidó ahorcándose con una toalla alrededor de su cuello. Aunque no se descarta que se hubiese suicidado debido a problemas emocionales, ya que según sus amigos era alguien muy depresivo, muchos amigos y fanes sostienen que fue un accidente, ya que tenía dos grandes proyectos (Zilch y Spread Beaver), y ya que él y Yoshiki estaban planeando una vuelta a los escenarios de X Japan, con HIDE como cantante, HIDE fue cremado y sus cenizas fueron llevadas al cementerio en Tokio.
Hay muchos rumores sobre su muerte, como que su afamada canción Misery es un mensaje de doble sentido en el que habla sobre su miseria, o que su último sencillo, Pink Spider, en Español La Araña Rosada, era en realidad donde HIDE escribió una nota del suicidio.
Varios de los amigos y colegas de HIDE declararon que creían que el estrangulamiento había sido un accidente, entre ellos el cofundador de X-Japan llamado Yoshiki y el exbajista de la misma banda Taiji. Esta hipótesis está respaldada por el hecho de que no quedó ninguna nota de suicidio y Taiji teoriza en su autobiografía que, la noche de su muerte, HIDE pudo haber estado practicando una técnica para aliviar los dolores de espalda y cuello que los guitarristas pueden sufrir por el uso continuo de la correa de la guitarra sobre los hombros.  La técnica mencionada fue practicada por los miembros de X Japan durante sus días de gira y requería el uso de una toalla y un pomo. Según Taiji, HIDE puede haberse quedado dormido en su estado de embriaguez, quedando atrapado y estrangulándose.

### Vida personal
Tenía un hermano pequeño llamado Hiroshi. Como se puede ver en el DVD His Invincible Deluge Evidence, Hiroshi fue el chófer de HIDE hasta que este murió, siendo él el encargado de llevar las cenizas de HIDE a la bahía de Santa Mónica, arrojándolas al mar junto con una botella de vino.
Hay algunas fotos por internet que muestran a HIDE con su hermano y un niño pequeño, que podría ser su sobrino.
En una entrevista en televisión el 1 de mayo de 1998 (un día antes de su muerte), dijo que tenía novia . Se ha dicho que HIDE estaba con una chica en el momento del accidente fatal, por lo que esa chica podría ser su novia.

## Discografía

### Álbumes de estudio
- HIDE Your Face (23 de febrero de 1994)
- Psyence (2 de septiembre de 1996)
- 3.2.1. (Zilch / 23 de julio de 1998)
- Ja, Zoo (HIDE with Spread Beaver / 21 de noviembre de 1998)

### Singles
- Eyes Love You (5 de agosto de 1993)
- 50% & 50% (5 de agosto de 1993)
- Dice (21 de enero de 1994)
- Tell Me (24 de marzo de 1994)
- Misery (24 de junio de 1996)
- Beauty & Stupid (12 de agosto de 1996)
- Hi-Ho/Good Bye (18 de diciembre de 1996)
- Rocket Dive (HIDE with Spread Beaver / 28 de enero de 1998)
- Pink Spider (ピンク•スパイダー Pinku Supaidā) (HIDE with Spread Beaver / 13 de mayo de 1998)
- Ever Free (HIDE with Spread Beaver / 27 de mayo de 1998)
- Hurry Go Round (HIDE with Spread Beaver / 21 de octubre de 1998 )
- Tell Me (HIDE with Spread Beaver / 19 de enero de 2000, regrabación)
- In Motion (10 de julio de 2002)

### Vídeos
- Seth et Holth as Seth (29 de septiembre de 1993)
- A Souvenir (VHS: 24 de marzo de 1994, DVD: 4 de abril de 2001, A Souvenir + Tell Me)
- Film The Psychommunity Reel.1 (VHS: 21 de octubre de 1994, DVD: 4 de abril de 2001)
- Film The Psychommunity Reel.2 (VHS: 23 de noviembre de 1994, DVD: 4 de abril de 2001)
- X'mas Present (24 de diciembre de 1994)
- Lemoned Collected By HIDE (22 de mayo de 1996)
- Ugly Pink Machine File 1 Official Data File Psyence A Go Go In Tokyo (VHS: 26 de febrero de 1997, DVD: 18 de octubre de 2000)
- Ugly Pink Machine File 1 Unofficial Data File Psyence A Go Go 1996 (VHS: 26 de marzo de 1997, DVD: 18 de octubre de 2000)
- Seven Clips (VHS: 21 de junio de 1997, DVD: 18 de octubre de 2000, Seven Clips + Hurry Go Round)
- HIDE presents Mix Lemoned Jelly (VHS: 21 de agosto de 1997, DVD: 20 de julio de 2003, colaboración con otros artistas)
- Top Secret X'mas Present '97]] (24 de diciembre de 1997)
- His Invincible Deluge Evidence (VHS: 17 de julio de 1998, DVD: 20 de julio de 2000)
- A Story 1998 HIDE Last Works (8 de diciembre de 1999)
- Alivest Perfect Stage ＜1,000,000 Cuts HIDE!HIDE!HIDE!＞ (13 de diciembre de 2000)
- Seventeen Clips ~Perfect Clips~ (3 de mayo de 2001)
- HIDE with Spread Beaver Appear!! 1998 Tribal Ja, Zoo (21 de septiembre de 2005)
- Alive! (3 de diciembre de 2008)
- We Love HIDE ~The Clips~ (2 de diciembre de 2009)

### Álbumes en vivo
- Psyence a Go Go (19 de marzo de 2008)
- HIDE Our Psychommunity (23 de abril de 2008)

### Tributos y álbumes remix
- Tune Up (21 de junio de 1997)
- Tribute Spirits (1 de mayo de 1999)
- Psy-Clone (22 de mayo de 2002)
- Tribute II -Visual Spirits- (3 de julio de 2013)
- Tribute III -Visual Spirits- (3 de julio de 2013)
- Tribute IV -Classical Spirits- (28 de agosto de 2013)
- Tribute V -Psyborg Rock Spirits- ~Club Psyence Mix~ (28 de agosto de 2013)
- Tribute VI -Female Spirits- (18 de diciembre de 2013)
- Tribute VII -Rock Spirits- (18 de diciembre de 2013)

### Recopilaciones
- Best ~Psychommunity~ (2 de marzo de 2000)
- Singles ~ Junk Story (24 de julio de 2002)
- King of Psyborg Rock Star (28 de abril de 2004)
- Perfect Single Box (21 de septiembre de 2005, all 13 singles and a DVD)
- Singles + Psyborg Rock iTunes Special!! (6 de febrero de 2008, descarga digital)
- We Love HIDE ~The Best in The World~ (29 de abril de 2009)
- "Musical Number" -Rock Musical Pink Spider- (2 de marzo de 2011)
- Spirit (18 de julio de 2012)
- Co Gal (子　ギャル Ko Gyaru?, 10 de diciembre de 2014)

### Otras discografías
Con Saver Tiger
- Saber Tiger (julio de 1985)
- Heavy Metal Force III (7 de noviembre de 1985, "Vampire")
- Devil Must Be Driven out with Devil (1986, "Dead Angle" and "Emergency Express")
- Origin of HIDE Vol. 1 (21 de febrero de 2001, compilation album)
- Origin of HIDE Vol. 2 (21 de febrero de 2001, compilation álbum)
- Origin of HIDE Vol. 3 (21 de febrero de 2001, VHS)

Con Zilch
- 3.2.1. (23 de julio de 1998)

Con HIDE with Spread Beaver
- Ja, Zoo (21 de noviembre de 1998)

## Tributos
- Bandas como Siam Shade, Luna Sea y Glay versionaron varias canciones de HIDE para el álbum tributo HIDE tribute spirits.

- Después de la muerte de HIDE, Zilch lanzó un álbum tributo a HIDE llamado Skyjin. El álbum contiene canciones tocadas por populares músicos como el bajista de Guns N' Roses Duff McKagan, Ian Astbury de The Cult, Steve Jones de los Sex Pistols y miembros de Cypress Hill y Wu Tang Clan. Duff McKagan y Dave Kushner (miembro de Zilch) se conocieron a fondo aquí y se unirían para fundar el grupo Velvet Revolver junto a Slash y Scott Weiland.

- En el videoclip de X Japan - I.V. en la escena de lluvia se muestra la guitarra de HIDE como recuerdo, además que en varias partes de este video en unas pantallas se muestran imágenes de HIDE.

- El 2 de mayo de 2008 se realizó un homenaje a HIDE, con motivo del décimo aniversario de su fallecimiento, el que se llamó HIDE MEMORIAL SUMMIT, donde tocaron bandas como Luna Sea, Dir en Grey, Versailles, Phantasmagoria, X Japan, DaizyStripper y varias bandas más, e incluso los integrantes de HIDE with Spread Beaver.